# Stazione di San Martino (Locarno)
La stazione di San Martino delle Ferrovie Autolinee Regionali Ticinesi (FART) è una stazione ferroviaria della ferrovia Locarno-Domodossola ("Centovallina").
Si trova a Solduno, quartiere di Locarno, in Svizzera.

## Storia
La stazione venne inaugurata il 17 dicembre 1990 contestualmente all'apertura all'esercizio della tratta sotterranea in direzione della stazione di Locarno FFS.

## Strutture e impianti
La stazione è dotata di un binario di raddoppio.

## Movimento
La stazione è servita, in regime di fermata a richiesta, dai treni regionali della linea Locarno-Intragna/Camedo e viceversa nonché da un treno regionale Domodossola/Re-Locarno delle FART.

## Servizi
- Biglietteria automatica della Comunità tariffale Ticino e Moesano